# Czasopis
Czasopis (biał. Часопіс) – ukazujący się od 1990 roku białoruski miesięcznik społeczno-kulturalny, wydawany w Białymstoku w języku polskim i białoruskim przez Stowarzyszenie Dziennikarzy Białoruskich. Redaktorem naczelnym jest Jerzy Chmielewski. Pismo dofinansowywane jest przez Ministerstwo Administracji i Cyfryzacji.
Magazyn porusza kwestie istotne dla mniejszości białoruskiej zamieszkującej w Polsce. Publikuje reportaże, teksty literackie, historyczne i aktualności na temat życia mniejszości na Podlasiu, w Polsce i na Białorusi. Do stałych felietonistów miesięcznika należy m.in. Janusz Korbel i Tamara Bołdak-Janowska.
Redakcja mieści się w Białymstoku, przy ulicy Lipowej 4.

## Zespół redakcyjny
- Jerzy Chmielewski – redaktor naczelny
- Wiesław Choruży
- Sławomir Iwaniuk
- Helena Kozłowska-Głogowska
- Janusz Korbel
- Tamara Bołdak-Janowska
- Jerzy Sulżyk
- Tomasz Sulima
- Magdalena Pietruk – sekretarz redakcji